# Kista Rock
Der Kista Rock ist eine kleine Insel in der Prydz Bay des ostantarktischen Prinzessin-Elisabeth-Lands. Sie ist die südlichste einer Kette kleiner Inseln vor Ingrid-Christensen-Küste, die 1,5 km nördlich des Mount Caroline Mikkelsen liegen. 
Norwegische Kartografen kartierten sie 1946 anhand von Luftaufnahmen der Lars-Christensen-Expedition 1936/37, beließen sie jedoch unbenannt. Wissenschaftler einer Kampagne im Rahmen der Australian National Antarctic Research Expeditions (ANARE) richteten ihn 1957 als Fixpunkt für astronomische Navigation ein. Das Antarctic Names Committee of Australia benannte sie 1961 nach dem Transportschiff Kista Dan, welches von 1954 bis 1957 für die ANARE im Einsatz war.